# جنگ زمستان (فیلم)
جنگ زمستان (فنلاندی: Talvisota) یک فیلم جنگی فنلاندی به کارگردانی پکا پاریکا است که در سال ۱۹۸۹ میلادی منتشر شد.
داستان این فیلم در خلال جنگ زمستان می‌گذرد و دربارهٔ یک دسته از سربازان پیاده‌نظام از اوستروبوتنیای جنوبی است که برای کشورشان می‌جنگند. این فیلم برندهٔ ۶ جایزه یوسی شد و به عنوان نمایندهٔ کشور فنلاند جهت رقابت برای جایزه اسکار بهترین فیلم بین‌المللی در شصت و سومین دوره جوایز اسکار معرفی شد که البته به فهرست نهایی نامزدها راه نیافت.

## بازیگران
- تانلی ماکلا
- وسا ویریککو
- تیمو توریکا
- اِسکو کوورو
- اِسکو سالمینن
- اِسکو نیکاری
- مارتی سوئوسالو
- مارکو هوهتامو
- سامولی آدلمن
- آرنو سولکانن
- پریکو هامالاینن
- ویله ویرتانن
- میتا سُروالی